# Ранкинова скала
Ранкин (енгл. Rankine) је термодинамичка (апсолутна) температурна скала названа по шкотском инжењеру и физичару Вилијаму Џону Макорну Ранкину, који ју је предложио 1859. године.
Симбол за степен Ранкина је °R (или °Ra ако је потребно разликовати га од Ремерове или Реомирове скале). Нула и на Келвиновој и на Ранкиновој скали је апсолутна нула, али је Ранкинов степен једнак једном степену Фаренхајта, а не једном степену Целзијуса, којег користи Келвинова скала. Температура од −459.67 °F једнака је тачно 0 °R.
Нека поља инжењерства у Сједињеним Америчким Државама и Канади мере термодинамичке температуре користећи Ранкинову скалу. Међутим, у свету науке, а често и у инжењерској пракси Сједињених Држава, термодинамичка температура се мери у Келвинима. Амерички Национални институт за стандарде и технологију не препоручује употребу степени Ранкина у својим публикацијама.
Неке кључне температуре које приказују однос Ранкинове скале са осталим температурним скалама дате су у доњој табели.
|                                   | Келвин     | Целзијус | Фаренхајт  | Ранкин    |
| Апсолутна нула (по дефиницији)    | 0 K        | −273.15  | −459.67°F  | 0°R       |
| Тачка мржњења воде                | 273.15 K   | 0        | 32°F       | 491.67°R  |
| Тројна тачка воде (по дефиницији) | 273.16 K   | 0.01     | 32.018°F   | 491.688°R |
| Тачка кључања воде                | 373.1339 K | 99.9839  | 211.9710°F | 671.641°R |